# Bitja
Bitja ist im Alten Testament der Name einer Pharaonentochter.

## Etymologie
Der Personenname Bitja בִּתְיָה bitjāh ist, da es sich bei der Namensträgerin um eine Pharaonentochter handelt, ägyptischer Herkunft. Die ursprüngliche Namensform lautet bj.tj.t und bedeutet „Königin“.

## Biblische Erzählung
Bitja wird in 1 Chr 4,18  erwähnt. Sie ist die Ehefrau des Mered, des Sohnes Esras, aus dem Stamm Juda. Es werden drei Söhne und ein Enkel erwähnt. Die Söhne heißen Mirjam, Schammai und Jischbach, dessen Sohn ist Eschtemoa.
Die Septuaginta gibt den Namen unterschiedlich wieder, der Codex Alexandrinus als Βεθθια Beththia, die Rezension Lukians als Φαθθουια Paththūia und der Codex Vaticanus als Γελια Gelia 1 Chr 4,18 , die Vulgata dem Codex Alexandrinus folgend als Beththia.

## Rabbinische Literatur
In Wajikra Rabba, einem Midrasch zu Levitikus, wird Bitja mit der Pharaonentochter aus Ex 2,5  gleichgesetzt. Es wird erzählt: „Der Heilige, gepriesen sei er, sagte zu Bitja, der Tochter des Pharao: Mose war nicht dein Sohn und du hast ihn deinen Sohn genannt, auch du bist nicht meine Tochter und ich nenne dich meine Tochter, wie gesagt ist: Dies sind die Söhne Bitjas, der Tochter JHWHs.“ (Wajjiqra Rabba, Parascha 1) Diese Erzählung beruht auf der Deutung des Namens Bitja als בַּת יָהּ bat jāh, deutsch ‚Tochter JHWHs‘. Die Deutung von Bitja als Tochter des Pharaos, die Moses errettete, ist jedoch umstritten. Andere Namen, die die Tochter des Pharaos bei Josephus, Artapanus und Michael dem Syrer gegeben wurden, sind Thermouthis, Merris und Maris.